# Hara (género)
Hara es un género de peces actinopeterigios de agua dulce, distribuidos por ríos y lagos de Asia. Género en actual revisión taxonómica, incluido para algunos autores en la familia Sisoridae.

## Especies
Existen 10 especies reconocidas en este género:
- Hara buchanani Blyth, 1860
- Hara filamentosa Blyth, 1860
- Hara hara (Hamilton, 1822)
- Hara horai Misra, 1976
- Hara jerdoni Day, 1870
- Hara koladynensis Anganthoibi y Vishwanath, 2009
- Hara longissima Ng y Kottelat, 2007
- Hara mesembrina Ng y Kottelat, 2007
- Hara minuscula Ng y Kottelat, 2007
- Hara spinulus Ng y Kottelat, 2007